# Matt Milne
Matt Milne (1990) é um ator inglês de teatro e cinema cuja carreira inclui papéis em filmes independentes e de sucesso. Ele é mais conhecido pelo seu papel como Alfred Nugent, o lacaio, na série de TV Britânica, Downton Abbey.

## Vida e Carreira
Matt Milne nasceu em Hereford, no Meio-Oeste da Inglaterra.

Em 2010 ele participou de War Horse de Steven Spielberg, um filme baseado na novela de mesmo nome escrita por Michael Morpurgo, atuando como um personagem que não está no livro: Andrew, um camponês que trabalha em uma fazenda.
Ele foi graduado na University of East Anglia recebendo um diploma em 2011.
Durante o Outono de 2011, Matt trabalhou com o National Youth Theatre na releitura de James Dacre da obra Orpheus and Eurydice nos Old Vic Tunnels.  Ele atuou na peça Promenade, e também tocou baixo na banda enquanto os atores se revezavam para tocar a música escrita por Nick Cave and the Bad Seeds.
Como War Horse foi lançado no final de 2011 e começo de 2012, Matt Milne se juntou ao drama da [ITV]], Downton Abbey como o personagem Alfred Nugent, um lacaio. Ele fez a sua primeira aparição em Downton Abbey no primeiro episódio da 3ª temporada e continuou a aparecer até o episódio final da 4ª temporada em 2013. Ele viajou para o Bronx para filmar o pequeno filme de Chuck MacLean, "Marmalade".
Matt Milne fez parte da peça de Jon Brittain, "Margaret Thatcher: Queen of Soho" durante o ano de 2014, e da peça dirigida por Michael Attenborough, "Dangerous Corner".
Ele também dirigiu o documentári "What's the craic?! The International Dublin Gay Theatre Festival" com o movimento cinematográfico baseado em Dublin, Kino-Dublin ou "KinoD".

Ele aparece como Gus, pelo qual ele aprendeu a tocar bateria, no filme da British Film Institute (BFI) e Universal Studios, "Modern Life Is Rubbish", o qual deve estrear em 2016. Um outro documentário dele chamado "Oppression: Life in the migrant camp outside Calais" também está previsto para ser lançado em 2016.

## Filmografia
| Ano         | Título                 | Papel             |
| ----------- | ---------------------- | ----------------- |
| 2011        | War Horse              | Andrew Easton     |
| 2012        | Wrath of the Titans    | Elite Guard 1     |
| 2012 - 2013 | Downton Abbey          | Alfred Nugent     |
| 2014        | Marmalade              | Rory              |
| 2014        | Process                | Man               |
| 2015        | Dusha Shpiona          | Additional Voices |
| 2016        | Arnika                 | Paul              |
| 2016        | Modern Life Is Rubbish | Gus               |

## Ligações Externas
- Matt Milne. no IMDb.